# Troglohyphantes gladius
Troglohyphantes gladius este o specie de păianjeni din genul Troglohyphantes, familia Linyphiidae, descrisă de Wunderlich, 1995.
Este endemică în Turcia. Conform Catalogue of Life specia Troglohyphantes gladius nu are subspecii cunoscute.